# Johann Pflugbeil
Johann Pflugbeil (2 août 1892 à Hütten - 21 octobre 1951 à Stuttgart est un Generalleutnant allemand qui a servi au sein de la Heer dans la Wehrmacht pendant la Seconde Guerre mondiale.
Il a été récipiendaire de la Croix de chevalier de la Croix de fer. Cette décoration est attribuée pour récompenser un acte d'une extrême bravoure sur le champ de bataille ou un commandement militaire accompli avec succès.

## Biographie
Le 27 juin 1941, sa 221. Infanterie-Division est en poste à Białystok, lorsque le 309e bataillon de police du commandant Weis ratisse le quartier juif, arrête les hommes et se lance dans un pogrom (coups, barbes brûlées, humiliations, et tirs). Lorsque les dirigeants de la communauté viennent voir le général en son quartier-général pour l’implorer, à genoux, un homme du bataillon de police urine sur eux, le général tournant le dos.

Le pogrom continue et les Juifs rassemblés sur la place du marché sont fusillés, tandis que ceux rassemblés dans la synagogue subissent l’incendie (brûlés vifs, ceux qui s’échappent sont exécutés).

Le lendemain, le général Pflugbeil demande par écrit au commandant Weis les causes de l’incendie, mais ce dernier répond par un rapport mensonger
.

## Décorations
- Croix de fer (1914)
  - 2e Classe
  - 1re Classe
- Insigne des blessés (1914)
  - en Noir
  - en Argent
- Croix d'honneur pour combattants 1914-1918
- Agrafe de la Croix de fer (1939)
  - 2e Classe
  - 1re Classe
- Médaille du Front de l'Est
- Croix allemande en Or (11 avril 1942)
- Croix de chevalier de la Croix de fer
  - Croix de chevalier le 12 août 1944 en tant que Generalleutnant et commandant de Milau[2]